# Гречанов Андрій Анатолійович
Андрі́й Анато́лійович Гречанов (кіборг Рахман)  — підполковник Збройних сил України. Начальник відділення розвідки 81-ї десантно-штурмової бригади.

## Біографія
Народився 1975 року на Дніпропетровщині.
У 2009 році пішов на пенсію після 17-річної військової служби у званні майора.

### Бойовий шлях
Із початком війни на Донбасі повернувся на військову службу. Брав участь у боях за Донецький аеропорт (періодично у жовтні та листопаді 2014, січні 2015) (загалом понад 30 днів), залишивши його одним із останніх. Служив тоді начальником розвідки 81-ї бригади.
З 19 на 20 січня 2015-го поранений від вибуху під час штурму терористів старшина Анатолій Свирид, танки рознесли стіну терміналу, вояки зайняли кругову оборону. Біля Свирида зайняли оборону «Рахман» і Ігор Брановицький. Вибухнула граната, врятувала реакція, товариші вкололи знеболююче, і з 20 осколками в ногах Свирид відстрілювався до ранку.

### Полон та звільнення
Влітку 2015 потрапив у полон. 30 листопада 2015 року визволений з полону бойовиків «ДНР», де перебував протягом чотирьох місяців, в обмін на майора Збройних сил Росії Володимира Старкова. Отримав серйозні травми кистей через тортури терористів під час перебування в полоні.
У 2021 журналісти Bihus.info опублікували так звані «плівки Медведчука», на яких зафіксовані бесіди стосовно обміну Гречанова. Відповідно до записів, звільнення Рахмана умисно затягнула на кілька місяців українська сторона (зокрема, відповідальний за переговори Медведчук, ймовірно на прохання президента Порошенка), щоб воно відбулось начебто як результат міжнародної зустрічі Порошенка у Парижі. Тим часом звільненням з полону Андрія Гречанова активно займався його товариш Олексій Мочанов. За словами самого Гречанова, його чотири рази готували до обміну, але усі попередні спроби зривались.
Після звільнення продовжив військову службу у підрозділі морської піхоти.

## Нагороди

### Державні
За особисту мужність і героїзм, виявлені у захисті державного суверенітету та територіальної цілісності України, вірність військовій присязі під час російсько-української війни нагороджений
- орденом Богдана Хмельницького III ступеня (4 грудня 2014)[8].
- відзнака Міністерства оборони України «Доблесть і честь».
- відзнака «Знак пошани».
- медаль «15 років Збройним Силам України».
- медаль «За особисті досягнення» II ступеня.
- медаль «За сумлінну службу» II ступеня.
- медаль «За сумлінну службу» ІІІ ступеня.
- Почесний нагрудний знак начальника Генерального штабу — Головнокомандувача Збройних Сил України «За досягнення у військовій службі» II ступеня.
- Народний Герой України (липень 2015)

### Громадські
- Орден «За заслуги в боротьбі з фашизмом у Росії» від міжнародної громадської організації «International Antiputin Coalition» (23 березня 2015)[9][10]